# Ana Cristina Cesar
Ana Cristina Cesar est une poétesse, traductrice critique littéraire et journaliste brésilienne, née le 2 juin 1952 à Rio de Janeiro. Elle se suicide le 29 octobre 1983 par défenestration. 

## Œuvres
- Antigos e soltos : poemas e prosas da pasta rosa, Rio de Janeiro, Instituto Moreira Salles, 2008
- Crítica e tradução, São Paulo, Atica, 1999 contient : Literatura não é documento, Escritos no Rio, Escritos da Inglaterra
- A teus pés, São Paulo, Ed. brasiliense, 1992
- Inéditos e dispersos : poesia e prosa, São Paulo, Ed. Brasiliense, 1985.
- Correspondencia incompleta, Rio, Altiplano Editora e Consultoria, 1999

### Traductions en français
- Gants de peau et autres poèmes, traduction de Michel Riaudel, éd. bilingue, Chandeigne, 2005